# Pak Sang-hak
Pak Sang-hak, anglickým přepisem Park Sang-hak (korejsky 박상학, * 1968, Severní Korea) je severokorejský uprchlík a lidskoprávní aktivista působící v Jižní Koreji, který nejvíce proslul vypouštěním balónů s letáky, USB flash disky a jinými předměty do Severní Koreje.

## Život v Severní Koreji
Pak Sang-hak se narodil v roce 1968 do rodiny vysoce postaveného člena Korejské strany práce. Jeho otec měl na starosti nejdříve pašování elektroniky do Severní Koreje, později posílání zvědů do Jižní Koreje, kde sám také působil. Toto vysoké společenské postavení umožnilo Pakovi vynechat základní vojenskou službu. Pak Sang-hak vystudoval Technologickou univerzitu Kima Čaeka v Pchjongjangu v oboru informačních technologií. Po studiích se mu kariérně dařilo a neměl v plánu Severní Koreu opustit. Jeho otec se rozhodl v roce 1999 uprchnout z jeho přiděleného postu v Tokiu do Jižní Koreje. Informoval o tom svou rodinu, která musela také uprchnout, protože jim hrozil tvrdý trest. Pak se obával, že jde o past, ale nakonec se jeho rodina rozhodla uprchnout. V srpnu 1999 Pak, jeho matka a sourozenci uplatili na hranici s Čínou pohraniční stráž a uprchli přes řeku Jalu do Číny.

## Život v Jižní Koreji
Po příjezdu do Jižní Koreje na začátku roku 2000 začal pracovat a studovat na Soulské státní univerzitě. Pracovní pozici opustil a začal se zajímat o aktivismus v roce 2003 poté, co se k němu donesla zpráva, že jeho snoubenka byla brutálně zbita a členové jeho rodiny umučeni kvůli přeběhnutí Pakových a že jejich děti přišly o domov a jejich další osudy nejsou známy.

### Aktivismus
Pak Sang-hak je předsedou organizace „Bojovníků za svobodnou Severní Koreu“ (anglicky Fighters for a Free North Korea) a dalších skupin, které podle jeho slov mají dohromady asi 800 členů. Nejvíce proslul vypouštěním balónů naplněných héliem přes severní hranici. Na balóny jsou připevňovány balíčky, které nejčastěji obsahují letáky s informacemi o životě v Jižní Koreji, o zločinech severokorejského režimu, karikatury Kim Čong-una, DVD s filmem The Interview, americké dolary, nudle, sladkosti a nebo USB disky s videi a jihokorejskými mýdlovými operami. V roce 2011 se měl setkat s dalším severokorejským uprchlíkem, jihokorejská rozvědka jej však varovala, aby na schůzku nechodil. Když muže, identifikovaného pouze jako An, zadrželi, našli u něj jehly napuštěné jedem a zamaskovanou sřelnou zbraň. Severní Korea popřela jakoukoliv spojitost s plánovaným atentátem a Pak je od té doby doprovázen tělesnou stráží. Jihokorejská policie v minulosti Pakovi několikrát ve vypouštění balónů zabránila a zadržela jej z obavy ze zhoršování napjatých vztahů se Severní Koreou, která několikrát na balóny začala střílet. Po řízené demolici styčného úřadu v severokorejské demilitarizované zóně kvůli zhoršeným vztahům bylo v červenci 2020 zahájeno vyšetřování Pakovy organizace, byla provedena razie jejich kanceláře a byl jí odebrán status společnosti.
V roce 2008 se s Pakem setkal tehdejší americký prezident George W. Bush. Za jeho činnost mu byla nestátní organizací Human Rights Foundation v roce 2013 udělena Cena Václava Havla za kreativní disent.